# 도화주
도화주는 증보산림경제, 규합총서, 임원십육지 등의 고문헌에 수록돼 있는 우리 전통주로, 복사꽃과 가지를 발효과정에 넣음으로써 은은한 복사꽃 향과 가지에서 우러나는 쌉쌀한 맛이 조화된 고급 가양주 중 하나다.